# The Casualties
The Casualties (deutsch etwa „Die Todesfälle“) sind eine 1990 gegründete Streetpunk-Band aus New York City.

## Geschichte
Die Gruppe entstand 1990 und folgt in ihrem Musikstil ganz der Tradition des englischen Hardcorepunks der frühen 1980er. Dies gilt auch für das Äußere der Musiker, das sich an der damals herrschenden Mode orientiert, die das Punk-Klischee bis heute bestimmt.
Die Casualties sind gemessen an Szenestandards sehr professionell aufgestellt, beispielsweise ist ein umfangreiches Sortiment an Merchandising-Artikeln erhältlich. Sie sind durch Touren auf mehreren Kontinenten weithin bekannt. Teile der Szene warfen ihnen „Ausverkauf“ vor.
Die Besetzung der Casualties hat seit ihrer Gründung mehrfach gewechselt, das einzige verbliebene Gründungsmitglied war bis 2017 der Sänger Jorge Herrera. 2012 unterschrieben The Casualties einen Vertrag bei Season of Mist und veröffentlichten im September gleichen Jahres ihr elftes Album. Ihr aktuellstes Album erschien 2018 mit dem Titel Written in Blood. Erstmals übernahm hier David Rodriguez den Lead-Gesang, nach dem Ausscheiden des Bandgründers und bisherigen Sängers Jorge Herrera, der die Band 2017 auf freundschaftlicher Grundlage verließ.

## Diskografie

### Alben
- 1992: Riot Demo Tape (Selbstvertrieb)
- 1997: For the Punx (Tribal War Records)
- 1998: Underground Army
- 2000: Stay Out of Order
- 2001: The Early Years: 1990-1995 (Wiederveröffentlichung alter Titel)
- 2001: Die Hards
- 2004: On the Frontline
- 2005: En La Linea Del Frente (Wiederveröffentlichung von On the Frontline komplett auf Spanisch)
- 2006: Under Attack
- 2007: MADE IN N.Y.C. (erstes offizielles Live-Album)
- 2009: We Are All We Have
- 2012: Resistance
- 2016: Chaos Sound
- 2018: Written in Blood

### EPs
- 1992: 40 Oz. Casualty
- 1994: A Fuckin’ Way of Life
- 2000: Who’s in Control?
- 2004: Tomorrow Belongs to Us / Brainwashed

### Videoalben
- 2004: Tomorrow Belongs to Us
- 2006: Can’t Stop Us
- 2006: On City Streets
- 2009: We Are All We Have
- 2010: War Is Business
- 2012: My Blood. My Live. Always Forward
- 2016: Chaos Sound